# Sveahuset
Sveahuset ligger i kvarteret 54 Alströmer vid Västra Hamngatan 3 i Göteborg, och byggdes 1887-1889 av F O Peterson & Söner efter ritningar av Adolf Emil Melander som huvudkontor åt Brand- & Lifförsäkringsbolaget Svea. Byggnadskomplexet som huset tillhör, byggdes i tre etapper; Västra Hamngatan 3 (1880-tal), Drottninggatan 6 (1890-tal) och Magasinsgatan 6 (1920-tal). Huset är byggt i florentisk nyrenässans i tre våningar samt vindsvåning. Fasaden är i huggen granit, stampad betong samt slätputs. Huset invigdes 28 april 1890.

## Byggnadshistorik
| Till vänster huset på ett foto från 1901 taget av Aron Jonason, till höger byggnaden på ett foto från 2009. |  | Till vänster huset på ett foto från 1901 taget av Aron Jonason, till höger byggnaden på ett foto från 2009. |
| Till vänster huset på ett foto från 1901 taget av Aron Jonason, till höger byggnaden på ett foto från 2009. |  | |

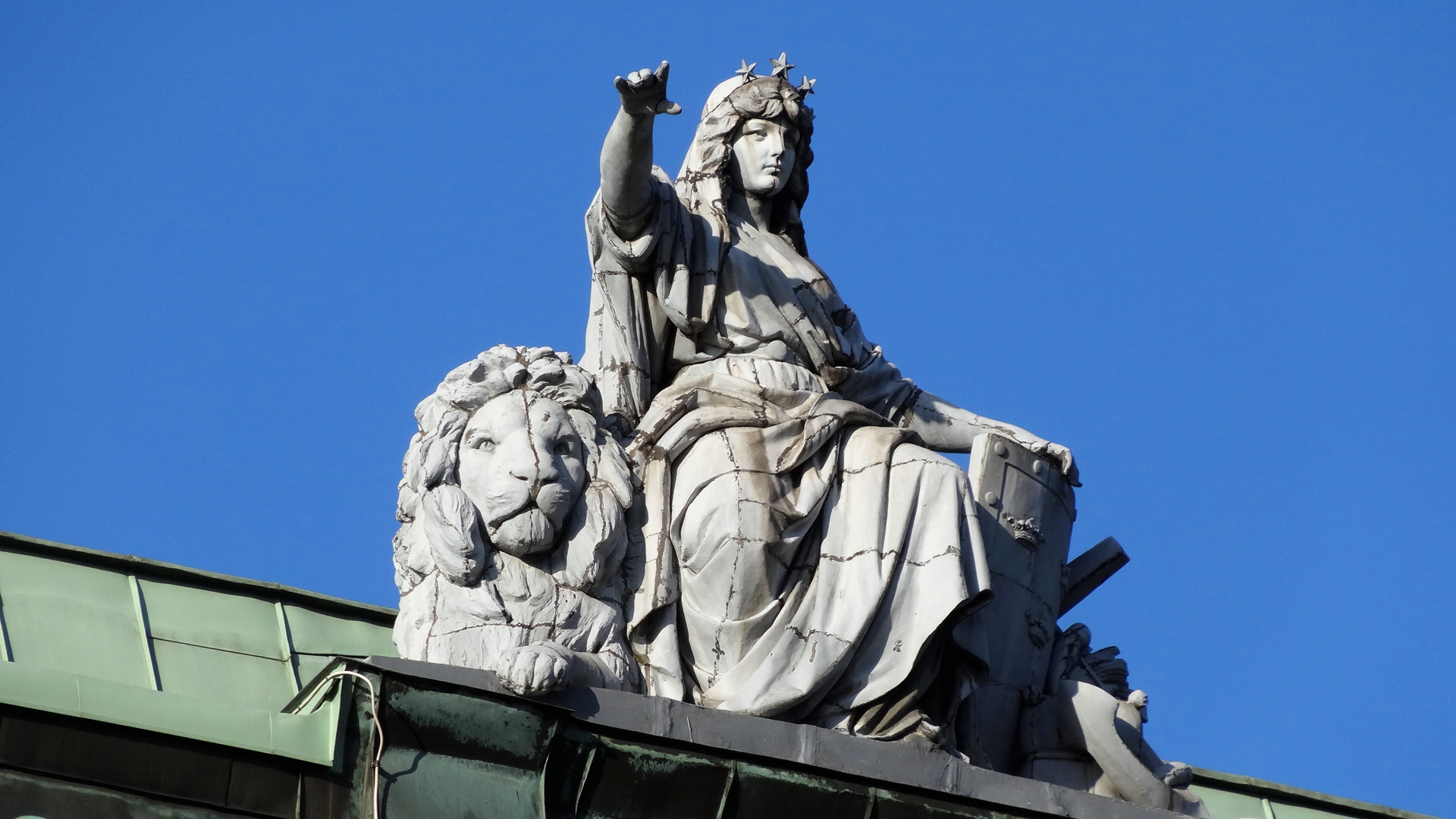
Takskulpturen Moder Svea

Försäkringsbolaget köpte fastigheten den 4 februari 1867 och använde det befintliga huset som kontor. Men då Göteborgs Enskilda Bank på hösten 1886 skulle bygga om grannfastigheten vid Västra Hamngatan 1 och en brandmur behövde rivas, samt även på grund av platsbrist, utlystes en arkitekttävling som vanns av Adolf Emil Melander med bidraget "Hör oss Svea". Bidraget bearbetades sedan vidare av Hans Hedlund och Yngve Rasmussen) och karakteriserades av en staty av Moder Svea flankerad av två lejon placerad på taket ovanför huvudentrén, "Moder Svea med Rikets lejon". Skulpturen är tillverkad i Berlin, och utgör Göteborgs enda kvarvarande takstaty. Tidigare fanns även en på Valandhuset men den försvann i samband med en ombyggnad. Statyn av Moder Svea användes på flera av företagets byggnader och kan bland annat ses på fastigheten Karl Johans gate 6 i Oslo. Fram till andra världskriget fanns även tre bronssfinxer på takets hörn.
En hiss installerades 1909, då direktörsvåningen i våning tre, året därpå togs i anspråk för affärsverksamheten.
År 1970 flyttade försäkringsbolaget ut, och 1979 byggdes huset om för Klassiska institutionen på Göteborgs universitet, som använde det för undervisning fram till 1995. Under 1998-1999 byggdes huset åter om och till, bland annat med en indragen takvåning för Elite Plaza Hotel. Interiörer från 1880- och 1920-talet behölls samt renoverades. Ett glastak byggdes över den smala gården, vilken inreddes som matsal.